# Censura (psicanálise)
Censura ( Censur ) é uma força identificada por Sigmund Freud que opera para separar a mente inconsciente da consciente.

## No sonho
Em A Interpretação dos Sonhos, Freud identificou uma força que trabalhava para fantasiar os pensamentos oníricos, de modo a torná-los mais aceitáveis para quem os tem. Em palestras no período da guerra, ele comparou esse fenômeno  aos jornais contemporâneos, onde espaços em branco revelavam em primeira mão o trabalho do censor, mas onde alusões, circunlóquios e outras técnicas de suavização também mostravam tentativas de lidar com a censura de pensamentos antecipadamente. Ele passou a caracterizar a força motivadora, que ele chamou de "a agência auto-observadora como o ego-censor [censor], a consciência; é isso que exerce a censura onírica [censur] durante a noite, a partir da qual o recalque a impulsos de desejo inadmissíveis prosseguem ".
Outro recurso usado pela censura do sonho era a regressão a formas simbólicas arcaicas de expressão desconhecidas para a mente consciente. Se  essas medidas de censura falharem, o resultado poderia ser o desenvolvimento de pesadelos e insônia .

## Extensões psicanalíticas
Freud encontrou os mesmos efeitos da fantasia e da omissão na construção de sintomas neuróticos, sob a influência da censura, como nos sonhos. Ele acabaria por atribuir o papel de censor à instância mental que ele chamou superego.

## Crítica
Sartre questionou como a censura poderia operar a menos que já estivesse ciente do conteúdo do inconsciente, e achava que os fenômenos descritos por Freud poderiam ser melhor compreendidos em termos de má fé .